# 다례

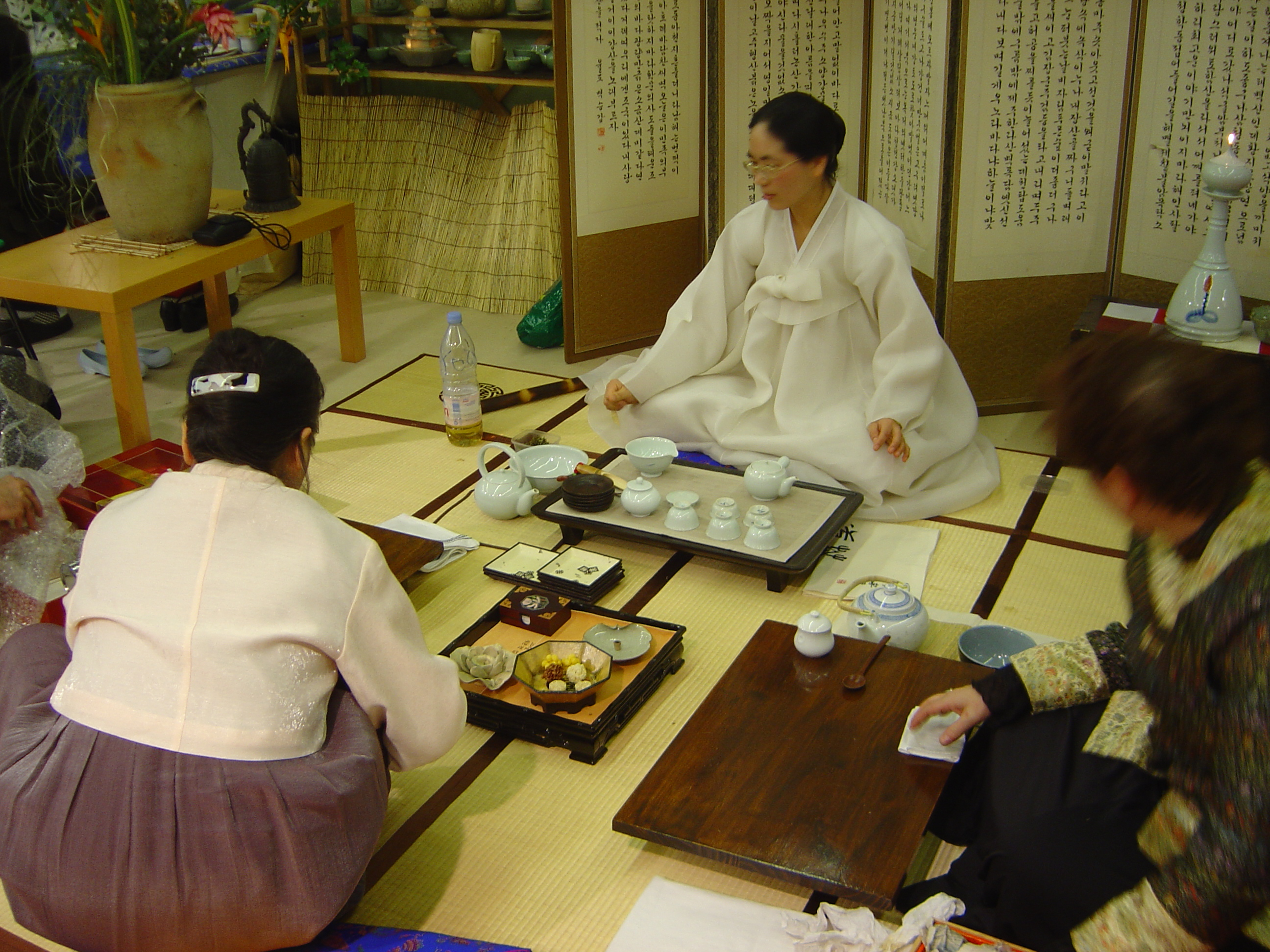

다례(茶禮)는 한국의 전통 차 의식이다. 다례의 뜻은 차에 대한 예절이며, 수천년 동안 한국인들에게 전해져 왔다.

## 현대의 다례
우선적으로 차를 마시는 데 사용하는 다구, 물, 차가 준비되어야 한다.

### 다구 준비
다구는 차를 마시는 데 사용하는 기물들을 말한다. 시대에 따라 다구의 구성은 많은 차이를 보이지만, 현대에는 보통 찻주전자, 귀때그릇, 개수그릇, 다섯개의 찻잔, 찻잔 받침이 한벌로 구성되어 있다.
- 찻주전자: 차와 더운 물을 넣어 차를 우려내는 기구로, 차와 물은 주전자의 뚜껑을 열어서 넣고 차가 적절히 우러나면 주둥이로 차를 찻잔에 담는다.
- 귀때그릇 : 물을 식히는 데 사용하는 그릇으로 숙우라고도 한다. 차를 마실 때, 뜨거운 물을 귀때그릇에 담고 적당히 식으면 그 물을 찻주전자에 차와 함께 넣는다. 예열과정에서 사용할 경우에는 물을 식히는 과정을 거칠 필요가 없다.
- 개수그릇 : 찻주전자, 찻잔의 예열에 사용한 물이나 첫탕에서 차를 씻어낸 물을 담아두는 데 사용한다. 즉, 필요없는 물을 버리기 위해 따로 담아두는 그릇이므로 재질은 분위기를 해치지 않는 한에서 자유롭게 선택한다.
- 찻잔 : 차를 담아 마시는 잔. 사람 수에 맞추어 준비하는데, 일반적으로 5개가 다구를 구성한다.
- 찻잔 받침 : 찻잔을 받혀주는 역할을 하는데, 그 재질은 도자기, 나무, 짚 등을 사용한다. 잔과 받침이 부딪히는 소리가 거슬릴 경우에는 도자기는 사용하지 않는 것이 좋다.
- 차시 : 차를 찻주전자에 옮길 때 사용하는 숟가락과 같은 것으로, 대부분 대나무 제품이다. 차시가 없으면 숟가락으로 대신해도 된다.

이 외에도 다구의 청결을 위한 찻수건, 찻주전자를 받치는 주전자 받침, 다구를 올려두는 찻상 등이 있다.

### 차 준비
차의 종류는 발효 정도에 따라 녹차, 우롱차, 홍차 등으로 구분되고, 가공 방법에 따라서는 증제차, 부초차 등으로 나뉜다. 형태에 따라서도 잎차, 가루차, 등으로 나눌 수 있다. 채취 시기에 따라서는 세작, 중작, 대작 등으로 구분된다.

### 물 준비
차를 우려낼 물은 샘물이 가장 좋지만 여건이 마땅하지 않으면 수돗물의 앙금을 가라앉히고 사용해도 된다. 물을 너무 오랫동안 끓이면 안 된다. 한국식 다례에서는 섭씨 약 60도에서 70도를 녹차를 우려내기에 적정한 온도로 정의한다. 이는 중국식 다예보다는 낮고 일본식 다도보다는 높은 온도로, 베이징, 서울, 교토의 위도와 평균 온도차이라고 생각된다.

### 예열
다구와 차, 물이 준비되면 물을 끓인다. 그리고 끓인 물을 귀때그릇에 담아서 찻주전자에 붓는다. 이후 찻주전자의 물을 찻잔에 옮겨 따른 다음에 적당히 찻잔과 찻주전자가 데워지면 그 물을 개수그릇에 담아서 버린다.

### 차 우려내기
다시 귀때그릇에 물을 담아서 적당한 온도로 식힌다. 이때 우려낼 차의 종류에 따라서 적절한 물의 온도가 다른데, 찻잎의 크기가 클수록 온도를 높게 하는 것이 좋다. 잎이 어린 우전이나 세작의 경우 5, 60도의 낮은 온도가 적당하고, 중작은 60도 정도, 대작은 70도, 이 외에 엽차용 큰 잎은 100도에 우리는 것이 좋다.
차의 종류에 맞게 물이 식으면, 차와 함께 귀때그릇의 물을 찻주전자에 적당량을 붓고 차를 우려낸다. 차가 적당히 우러나오는 시간은 물의 온도에 따라 다른데, 보통 적정 온도에서는 3분가량 우려내고, 더 뜨거우면 더 짧게 우려내면 된다. 온도가 낮으면 좀 더 오래 우려낸다.
차가 다 우러나면 찻잔에 나누어 따르는데, 한번에 채우지 않고 찻잔을 옮겨가며 조금씩 나누어 따른다. 차를 모두 따르면 찻잔 받침 위에 얹어 앞에 놓는다. 차를 모두 마시면 예열과정을 제외하고 차를 우려내는 과정을 반복한다.

### 다과
차와 같이 먹는 다과로는 송화다식이나 미말다식 같은 다식이나 전통 한과를 먹는 것이 좋지만, 차의 맛을 해치지 않는 선에서 적당한 것을 선택한다.

## 같이 보기
- 한국의 차
- 한국의 문화
- 차 의식